# Casos y cosas de Castellón
Casos y cosas de Castellón es una obra del cronista español Juan Antonio Balbás y Cruz, publicada por primera vez en 1884.

## Descripción
La obra nace de los trabajos históricos de Juan Antonio Balbás y Cruz que merecieron la entrega de un galardón en la edición de 1883 de los Juegos Florales organizados por la sociedad cultural Lo Rat Penat. «A los quince artículos de que se componia la Coleccion premiada, he añadido cuatro más, con el objeto de formar un tomo de regulares dimensiones, debiendo advertir, que todas las noticias y datos que en él se contienen, están tomados del Archivo Municipal», explica el autor en una nota dirigida al lector e insertada en las primeras páginas del libro, que en total se queda cerca de las trescientas páginas.
El repaso histórico, que comienza con la toma del «antiguo Castellon á los moros por el rey D. Jaime el Conquistador el año 1233» y concluye con una escaramuza de la tercera guerra carlista ocurrida en Borriol en noviembre de 1874, se enmarca en una serie de libros escritos sobre la región por Balbás y Cruz, cronista de la provincia de Castellón: antes había visto la luz Castellonenses ilustres (1883) y después le seguiría El libro de la provincia de Castellón (1892). «Tal vez por su contacto con la documentación, ejercerá la creación historiográfica con bastante rigor, haciendo una crítica de las fuentes cuando convenga», asevera Mezquita Broch sobre el trabajo de Balbás y Cruz.